# Philippe de Commines
Philippe de Commines (o de Commynes o "Philippe de Comines", en latín: Philippus Cominaeus; n. 1447 - c. 1511) fue un escritor francés de origen flamenco y diplomático en la corte de Borgoña y Francia. Ha sido llamado "el primer escritor verdaderamente moderno" (según Charles Augustin Sainte-Beuve) y "el primer crítico e historiador filosófico desde tiempos clásicos". Si bien no se trató de un cronista o de un historiador en el sentido actual del término, sus análisis de la escena política contemporánea fueron los que lo convirtieron en único en su propio tiempo.

## Biografía

### Primeros años
Commines nació en Renescure (en lo que entonces era el condado de Flandes) al interior de una familia adinerada. Sus padres fueron Colard van den Clyte (o de La Clyte) y Marguerite d'Armuyden. Su familia paterna era originaria de Ypres. Además de ser señor de Renescure, Watten y Saint-Venant, Clyte se convirtió en bailío de Flandes por el duque de Borgoña en 1436, y fue tomado prisionero en la batalla de Azincourt. Philippe tomó su apellido de un señorío en el río Lys que había pertenecido a la familia de su abuela paterna, Jeanne de Waziers. Su abuelo paterno, también llamado Colard van den Clyte (m. 1404), había sido gobernador de Cassel y, luego, de Lille. No obstante, la muerte del padre de Commines, en 1453, lo dejó como propietario de un patrimonio con enormes deudas. En su juventud, fue puesto bajo el cuidado de Felipe el Bueno (1419-1467), duque de Borgoña, quien era su padrino. Luchó en la batalla de Montlhéry en 1465 y en la batalla de Brustem en 1467, pero, en general, parece haber mantenido un bajo perfil.

### Borgoña
En 1468, se convirtió en caballero en la casa del duque de Borgoña Carlos el Temerario, que había sucedido a su padre Felipe en 1467. Commines fue el chambelán, confidente y diplomático de Carlos el Temerario y estuvo con él en los más altos círculos, tomando parte en muchas decisiones importantes y estando presente en eventos que hicieron historia. Un evento clave en la vida de Commines parece haber sido la reunión entre Carlos y el rey Luis XI de Francia en Péronne (octubre de 1468). Si bien el propio relato de Commines pasa por alto los detalles, por otras fuentes contemporáneas es evidente que Luis creyó que Commines había salvado su vida. Esto explicaría el posterior entusiasmo del rey en buscar su apoyo separándolo de Borgoña, lo que ocurrió en 1472, cuando traicionó la confianza de Carlos y pasó al servicio de Luis XI, quien lo cubrió de honores y dinero, encargándole la dirección de la diplomacia exterior de Francia. Fallecido Luis y descartado por sus sucesores, salvo durante la guerra de Italia, sostuvo numerosos pleitos legales que perdió. Se consoló de estos reveses escribiendo sus Mémoires (Memorias). Murió en 1511.

## Obras

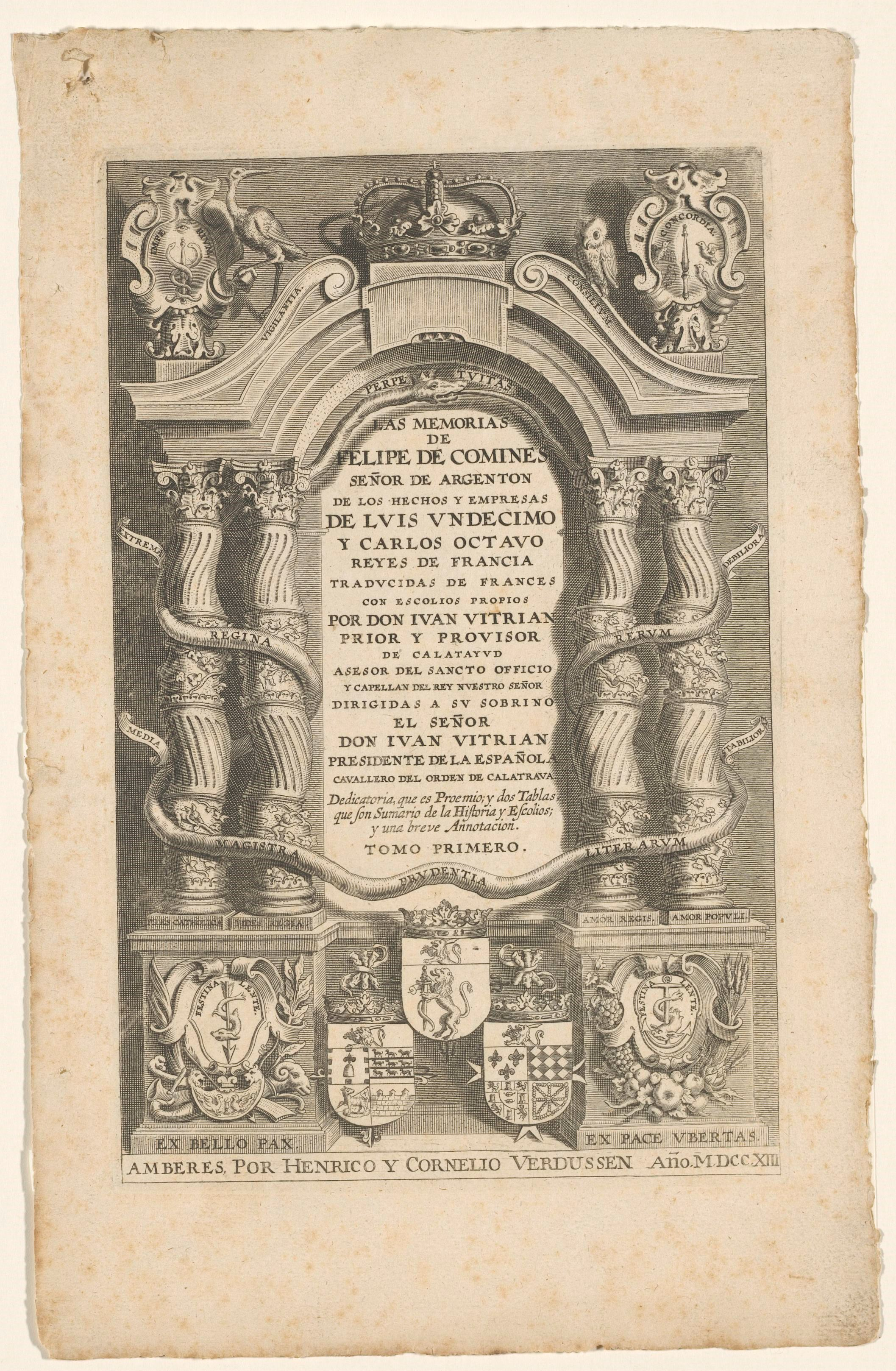
Las Memorias de Felipe de Comines señor de Argenton, Amberes: Henrico y Cornelio Verdussen, 1713

Las Mémoires de Commines se componen de dos partes muy diferentes. Los seis primeros libros narran la historia de 1466 a 1483 y, en particular, la rivalidad entre Luis XI y Carlos el Temerario. Los dos últimos libros, escritos por Commines al fin de su vida, cuentan la Guerra de Italia (1494-1495).
Commines es un verdadero historiador, dotado de la inteligencia sagaz de un hombre mundano; ve claro en las conciencias de los personajes de su historia y desbroza con maestría los asuntos más complicados. Se toma la molestia de informarse copiosa y exactamente, y cita siempre sus fuentes. Es un temperamento equilibrado, incluso frío, incapaz de dejarse arrebatar por la pasión, por lo que su historia es en general exacta dentro de lo que dice, porque no lo cuenta todo: esconde lo concerniente a su papel personal en los hechos: diplomático por profesión, es diplomático también con el lector y esconde lo que podría indisponerlo contra él.
Concibe la historia como una obra moral: quiere extraer de la narración de los hechos lecciones para los príncipes y jefes de estado. Les recomienda la desconfianza de ellos mismos, de sus amigos, de sus próximos y de la fortuna, la argucia mejor que la violencia para llegar con más seguridad a los fines propuestos y el uso del dinero para ganar los corazones. Su moral política se parece mucho a la de Maquiavelo, con algo más de mesurado y cauteloso. Sin embargo, es muy sinceramente cristiano y quiere mostrar en todos los asuntos del mundo la mano de la Providencia y su fe le inclina a aceptarlos y justificarlos.